# Hugo Visscher

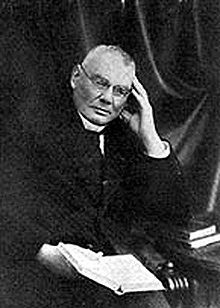
Hugo Visscher

Hugo Visscher (* 12. Oktober 1864 in Zwolle; † 17. Mai 1947 in Alkmaar) war ein niederländischer Kirchenhistoriker, reformierter Theologe und Politiker. 

## Leben
Hugo war der Sohn des Tischlers Derk Jan Visscher (* 29. Januar 1826 in Zwolle; † 3. Januar 1903 ebenda) und dessen Frau Antonia Bolmeijer (* 19. August 1833 in Zwolle; † 23. November 1910 ebenda). In einem liberalen protestantischen Umfeld aufgewachsen, absolvierte er die Grundschule seiner Geburtsstadt und begann im Anschluss eine Lehre als Schmied bei der niederländischen Bahn. Durch den Privatunterricht eines Pfarrers entschloss er sich ab 1881 am Gymnasium seines Herkunftsorts seine Ausbildung zu erweitern. Am 14. Oktober 1886 immatrikulierte sich Visscher an der Universität Leiden, um ein Studium der Theologie zu absolvieren. Während jener Zeit wurde er durch den Theologieprofessor Johannes Gerhardus Rijk Acquoy (* 3. Januar 1829 in Amsterdam; † 15. Dezember 1896 in Leiden) für den orthodoxen reformierten Calvinismus begeistert. Nachdem er 1890 sein theologisches Examen absolviert hatte, wurde er 1891 Pfarrer der friesischen reformierten Gemeinde in Sintjohannesga. Am 5. Oktober 1854 promovierte er unter Acquoy in Leiden mit der Arbeit Guilielmus Amesius. Zijn leven en werken (deutsch: William Ames. Sein Leben und Wirken) zum Doktor der Theologie. 1894 wechselte er als Pfarrer nach Zegveld, 1896 als Pfarrer nach Delft und 1901 als Pfarrer nach Ouderkerk aan den IJssel. 
1896 begründete er mit seinem Studienkollegen Jan Daniel de Lint van Wijngaarden (1862–1939) das Journal Gereformeerd Weekblad. Am 30. Oktober 1903 wurde er Professor für Kirchengeschichte, theologische Ethik und Philosophie an der Universität Utrecht, welche Aufgabe er am 15. November 1904 mit der Antrittsrede De oorsprong der religie (deutsch: Der Ursprung der Religion) begann. Während jener Zeit erschien eine Anzahl von Abhandlungen in den Fachzeitschriften und Journalen seiner Zeit. 1906 wurde er Mitbegründer des reformierten Bunds der evangelischen Kirche der Niederlande und er beteiligte sich im Akademiejahr 1919/20 als Rektor der Alma Mater auch an den organisatorischen Aufgaben der Utrechter Hochschule. Am 1. Oktober 1931 wurde er aus seiner Utrechter Professur emeritiert. Danach erhielt er eine besondere Professur für reformierte Lebens- und Weltanschauung in Utrecht und 1933 eine besondere Professur der gleichen Fachrichtung an der Universität Leiden, welche letztere Aufgabe er am 17. März 1933 mit der Rede Het Calvinisme en de tolerantie-politiek van Prins Willem van Oranje (deutsch: Der Calvinismus und die Toleranzpolitik von Prinz Willem von Oranien) begann. 1937 legte er diese Professuren nieder und wurde für seine Hochschulverdienste zum Ritter des Ordens vom niederländischen Löwen ernannt.  
Visscher betätigte sich auch politisch. So war er Mitglied der Anti-Revolutionaire Partij, für die er von 1905 bis 1916 im Zentralkomitee der Partei wirkte und ab 1922 als Mitglied der zweiten Kammer der Generalstaaten. Während jener Zeit engagierte er sich für die Themen Todesstrafe, Impfpflicht, Sonntagsruhe, Blasphemie und Bildung. In den 30er Jahren entfremdete sich Visscher von der ARP und legte seine politischen Ämter nieder. Stattdessen begann er in der Splitterpartei Christelijk Nationale Actie (CNA), für die er als Parteivorsitzender wirkte, eine neue Wirksamkeit zu entfalten. Nachdem diese Partei bei den niederländischen Parlamentswahlen 1937 nicht den Einzug ins niederländische Unterhaus geschafft hatte, wendete er sich immer mehr den Ideen des Nationalsozialismus zu. Obwohl er den religiösen Charakter der Ideologie ablehnte, empfand er für Hitler Sympathie. Nach der deutschen Besetzung der Niederlande im Jahr 1940 trat er 1941 in den niederländischen Kulturrat ein und war ab 1943 Anton Musserts Berater in Schul- und Kirchenangelegenheiten. Nach der Befreiung der Niederlande wurde Visscher im Dezember 1944 wegen seiner Zusammenarbeit mit den Deutschen verhaftet. Im Oktober 1945 wurde er aufgrund eines Arnheimer Gerichtsurteils und wegen seines hohen Alters entlassen. Daher zog er zu seinem Sohn nach Alkmaar, wo er schließlich starb.

## Familie
Visscher heiratete am 3. März 1891 in Heino Gerridina Lindeboom (* um 1863 in Heino; † 22. Oktober 1945 in Alkmaar), die Tochter von Hermannus Lindeboom (* um 1816/17 in Heino; † 30. November 1903 ebenda) und Frederika Graveman (* um 1820/21 in Heino; † 12. Juni 1895 in Heinoo). Aus der Ehe stammten zwei Töchter und ein Sohn. Von den Kindern kennt man: 
- Frederika Antonia I Visscher (* 20. Januar 1892 in Schoterland; † 12. Mai 1898 in Delft)
- Dirk Johan Visscher (* 3. Juni 1896 in Delft; † 14. August 1980 in Alkmaar) verh. 27. September 1927 in Dirksland mit Jacomijntje Warnaer (* 21. Januar 1901 in Dirksland; † 4. Mai 1951 in Alkmaar)
- Frederika Antonia II Visscher (* 2. Oktober 1898 in  Delft; † 13. November 1981 in Alkmaar) verh. 7. April 1926 in Oosterbeek mit Jan Blankers 't Hooft (* 7. August 1884 in 's-Hertogenbosch; † 3. Dezember 1953 in Alkmaar)

## Werke (Auswahl)
- Guilielmus Amesius. Zijn leven en werken. Haarlem, 1894
- Stemmen uit de wolk der getuigen. Utrecht, 1905–1907, 3. Bde
- Religie en gemeenschap bij natuurvolken I. Utrecht, 1907; deutsch übersetzt: Religion und soziales Leben bei den Naturvölkern. Bonn, 1911, 2. Bde.
- Naar eer en staat. Een woord naar aanleiding van "Leider en leiding in de anti-revolutionaire partij" door mr. A. Anema, dr. H. Bavinck, mr. P.A. Diepenhorst, mr. Th. Heemskerk en mr. S. de Vries Cz. Maassluis, 1916
- Het Paradijsprobleem. Zwolle, 1927
- Het Calvinisme en de tolerantie-politiek van Prins Willem van Oranje. Zeist, 1933
- Ondergang van de Republiek der Vereenigde Nederlanden. Amsterdam, 1943